# Хірургічний шовний матеріал
Хірургічний шовний матеріал — найчастіше стерильна нитка з синтетичних чи природних матеріалів, яку використовують у хірургії для з'єднання тканини методом зшивання.
За умов хорошого співставлення тканини, відбувається загоєння рубцюванням чи епітелізацією.

## Історія
Історично найперші нитки, якими шили шкіру людям були лляними, згадки про які виявлено в єгиптян орієнтовно ще у 4000 році до н. е..
Однак найбільш відомими та популярними залишаються кетгут та шовк. Імовірно перша історична згадка про шви, накладені з органічних ниток тканин тварини вказує на Галена. Більшої популярності цей матеріал набув в середині XIX століття, коли Луїджі Порта пропагував, а Джозеф Лістер вдосконалив обробку кетгуту, внаслідок чого кетгутові нитки стали більш безпечними та міцнішими.
Шовк, як шовний матеріал, почав застосовувати Кохер у 1887, та в 1913 В. Холстед (W. Halsted) покращив методики застосування.
Початок XX століття дав поштовх до всебічного дослідження хірургічного шовного матеріалу, що викрило як переваги так і недоліки. Зокрема, шовк має руйнівну дію на мікрорівні (плетена нитка нерівною поверхнею діє як «пилка» при проходженні крізь тканини), крім того шовк як і всі природні волокна має певну гідрофільність, патологічні збудники з легкістю проникають в товщу волокна та «влаштовуються» там для життя та розмноження. Кетгут спричиняє чітке перифокальне асептичне запалення, а в деяких випадках навіть алергічні реакції різного типу, час розсмоктування не має чітких контрольованих меж (від 2 до 10 днів).
У 50-х роках XX ст. почався інтенсивний розвиток наукових досліджень для виявлення чи створення волокон, які будуть мати якомога менше недоліків, або ж менш виражену їх дію у порівнянні з попередниками. Експериментальні дослідження проводились з безліччю ниток, серед яких: сухожилкові волокна щурів, кішок, китів, північного оленя, кенгуру, з аорти та твердої мозкової оболони великої рогатої худоби, з нервів собаки, людської пуповини, «кінський волос», рибальська волосінь. Проте внаслідок недоліків, всі ці матеріали не набули широкого розповсюдження. У 1968 році створено дексон («Davis&Geck») на основі полімеру гліколевої кислоти, а в 1972 році — співполімер гліколевої  та молочної кислот у співвідношенні 9 до 1, звідкіля й перша назва поліглактин-910 (майбутній вікрил («Ethicon»)). Обидва полімери стали прекрасним замінником кетгуту, проте вартість їх виготовлення перевищує вартість виготовлення кетгуту в десятки разів.
Багато синтетичних ниток, що не розсмоктуються прийшли в хірургію з інших галузей застосування — капрон, лавсан, нейлон (плетені та моно- нитки).
Стародавні римляни застосовували металевий дріт при переломі нижньої щелепи (бронзові сплави).
Закінчення XX століття внесло в медицину нові інертні метали з військової промисловості, серед яких тантал, титан. З танталу робили «скобки», а з титану та його сплавів дріт, який зараз застосовують в стоматологічний практиці.

## Класифікація
Єдиної хімічної класифікації хірургічного шовного матеріалу не існує та залишається предметом дискусії.

### За походженням
- Природні (кетгут, шовк, бавовна, льон, коняча волосина(«кінський волос»); металевий дріт (титанова, ніобієва, м'яка сталева (з покриттям чи без), з алюмінієвих та бронзових сплавів «нитки»))
- Синтетичні (вікрил (поліглактин-910), капрон, лавсан (поліестер — поліетилентерефталат), поліефір, нейлон, ПГЛ (полігліколід), максон, окцелон, римін, кацелон, суржіпро, пролен, поліпропілен, полісорб, етибонд, мерсилен, серджидак, тикрон, премікрон, суполен)
- Напівсинтетичні (поєднані) (хромований кетгут, воскований шовк, шовк покритий силіконом)

### За біодоступністю
Біоабсорбцією чи здатністю до біодеградації, такі що:
- розсмоктуються в тканинах (кетгут та його похідні, дексон, вікрил, монокрил, ПГЛ (полігліколід), полісорб)
- не розсмоктуються в тканинах (лавсан, суржіпро, пролен, поліпропілен, поліефір, поліестер, етибонд, мерсилен, серджидак, тикрон, премікрон, суполен, металевий дріт)

Шовк та капрон, частина вчених відносить до ниток, що розсмоктуються повільно (до 2 років).

### За методою виготовлення
Будова нитки:
- Моноволокно (мононитка)
- Поліволокно:
  - плетене
  - кручене
  - комплексне

### За товщиною
Існує три системи позначень діаметру нитки:
- EPh чи EP ({\displaystyle \varnothing }*10, англ. European Pharmacopeias), 1984
- USP (№, англ. United States Pharmacopeias) (причому, при однакову діаметрі, номери різні для ниток, що розсмоктуються та не розсмоктуються)
- Метрична ({\displaystyle \varnothing } в мм)

| Розмір, ЕР | Номер не біодеградантних ниток, USP | Номер біодеградантних ниток, USP | max-min {\displaystyle \varnothing }(діаметр), мм |
| ---------- | ----------------------------------- | -------------------------------- | ------------------------------------------------- |
| 0,1        | 11/0                                |                                  | 0,01- 0,019                                       |
| 0,2        | 10/0                                |                                  | 0,02-0,029                                        |
| 0,3        | 9/0                                 |                                  | 0,03-0,039                                        |
| 0,4        | 8/0                                 |                                  | 0,04-0,049                                        |
| 0,5        | 7/0                                 | 8/0                              | 0,05-0,069                                        |
| 0,7        | 6/0                                 | 7/0                              | 0,07-0,099                                        |
| 1          | 5/0                                 | 6/0                              | 0,10-0,149                                        |
| 1,5        | 4/0                                 | 5/0                              | 0,15-0,199                                        |
| 2          | 3/0                                 | 4/0                              | 0,20-0,249                                        |
| 3          | 2/0                                 | 3/0                              | 0,30-0,339                                        |
| 3,5        | 0                                   | 2/0                              | 0,35-0,399                                        |
| 4          | 1                                   | 0                                | 0,40-0,499                                        |
| 5          | 2                                   | 1                                | 0,50-0,599                                        |
| 6          | 3,4                                 | 2                                | 0,60-0,699                                        |
| 7          | 5                                   | 3                                | 0,70-0,799                                        |
| 8          | 6                                   | 4                                | 0,80-0,899                                        |
| 9          | 7                                   | 5                                | 0,90-0,999                                        |
| 10         | 8                                   | 6                                | 1,00-1,099                                        |

## Вимоги та застосування
Сучасний хірургічний шовний матеріал розповсюджується виробниками уже в стерильному стані: у вигляді ниток певної довжини (пакети, скляні ампули), та хірургічних голок з «впаяними» в них нитками (пакети); металевий дріт на «котушках».
Об'єм вимог до шовного матеріалу який використовують у хірургічній практиці:
1. Стерильність.
2. Адекватна міцність (здатність нитки певної довжини витримувати певну вагу без розриву чи ушкоджень).
3. Еластичність, гнучкість.
4. Надійність у вузлі (мінімальне ковзання нитки і міцність фіксації в вузлі).
5. Ковзання в тканинах без «пиляльного» ефекту.
6. Відсутність «ґнотових» властивостей.
7. Міцність, що зберігається до формування рубця (для ниток що розсмоктуються), або пожиттєве утримання структури.
8. Біосумісність (відсутність токсичного, алергогенного, канцерогенного та тератогенного впливу на організм).
9. Можливість поступової контрольованої чітко визначеної в часі біодеградації (для ниток, що розсмоктуються).
10. Технологічність виготовлення, низька собівартість.
11. Універсальність застосування, кожен вид нитки має свої показання та протипоказання до застосування.

Науковий пошук універсального хірургічного шовного матеріалу триває, а поки що хірурги практичним методом визначили чітко який вид ниток в поєднанні з відповідним видом хірургічних голок підходить найкраще для певного виду чи етапу операцій.
На сучасному етапі застосовують м'який титановий чи сталевий (з покриттям: хром, срібло) дріт при операціях на кістках та сухожилках. І хоч цей хірургічний шовний матеріал має безліч недоліків, все ж є напрямки хірургії, де без нього неможливо обійтись.